# Західнопенджабська Вікіпедія
Західнопенджабська Вікіпедія (західнопенджаб. پنجابی وکیپیڈیا) — розділ Вікіпедії західнопенджабською мовою. Створена 12 серпня 2009. Західнопенджабська Вікіпедія станом на 29 березня 2025 року містить 74 008 статей, 40 475 зареєстрованих користувачів, 59 активних дописувачів, 2 адміністраторів
. Загальна кількість сторінок в західнопенджабській Вікіпедії — 137 240, редагувань — 682 259, завантажених файлів — 31
. Глибина (рівень розвитку мовного розділу) західнопенджабської Вікіпедії дуже мала і становить лише 3.6 пунктів

Західнопенджабська мова — варіант пенджабської мови, який використовується в Пакистані. Носіїв західнопенджабської мови налічується близько 60 мільйонів.

.  